# Município de Turnersburg (condado de Iredell, Carolina do Norte)
Localização da Carolina do Norte nos E.U.A.
O município de Turnersburg (em inglês: Turnersburg Township) é uma localização no  condado de Iredell no estado estadounidense da Carolina do Norte. No ano 2010 tinha uma população de 3.880 habitantes.

## Geografia
O município de Turnersburg encontra-se localizado nas coordenadas 35° 38′ 40,47″ N, 80° 53′ 53,83″ O.